# Elmsee
Elmsee är en sjö i Österrike.   Den ligger i förbundslandet Steiermark, i den centrala delen av landet, 190 km väster om huvudstaden Wien. Elmsee ligger 1 617 meter över havet.